# Автодеєво
Автодеєво (рос. Автодеево) — село в Росії у складі Ардатовського району Нижньогородської області. Входить до складу Міхеєвської сільської ради.

## Географія
Знаходиться за 50 км від Арзамаса і за 7 км від Ардатова.

## Історія
Село, ймовірно, з'явилося у середині XVIII століття. Сучасна назва ймовірно походить від імені Автодея, який колись жив тут. У селі у день святого Духа проводився ярмарок, тому церква, яку звели на початку 19 століття, була названа Духовська. У 1903 році в селі було відкрито училище. Після революції церква була закрита. Радянська влада в Автодеєво встановилася мирно. Після 1991 року, церква в селі Автодеєво почала відновлюється.

## Населення
| 1859 | 1890 | 1897 | 1999 | 2002 | 2010 |
| ---- | ---- | ---- | ---- | ---- | ---- |
| 601  | ↗633 | ↗706 | ↘133 | ↗143 | ↘119 |